# Елеонора Камінскайте
Елеонора Камінскайте (29 січня 1951 — 9 лютого 1986) — литовська академічна веслувальниця.
Бронзова призерка Олімпійських Ігор 1976 року в складі парної двійки.
Срібна призерка Чемпіонату світу 1978 року в складі парної двійки.